# Габербуш и Шиле

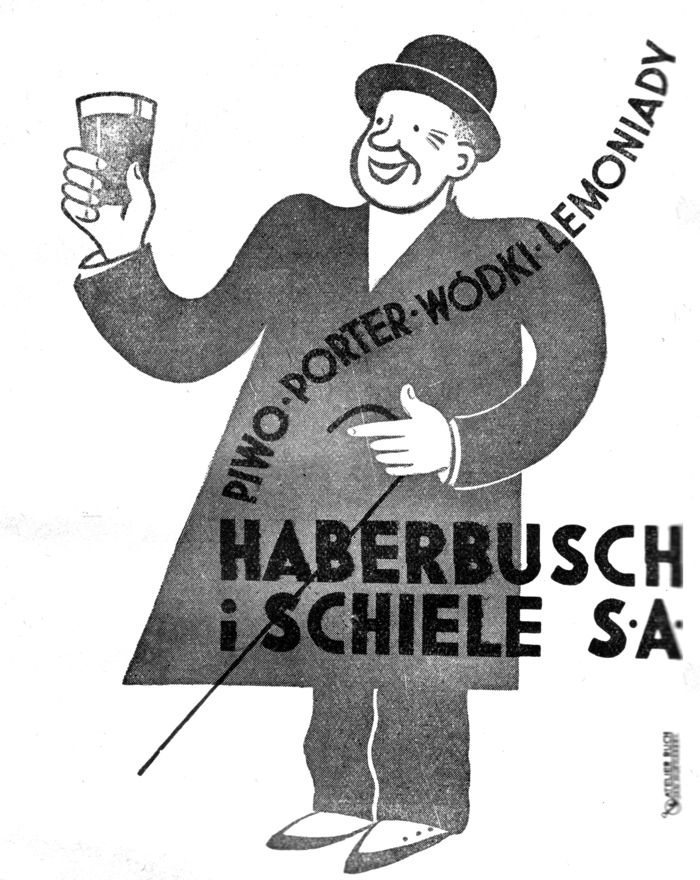
Рекламный постер продукции «Габербуш и Шиле» (1936)

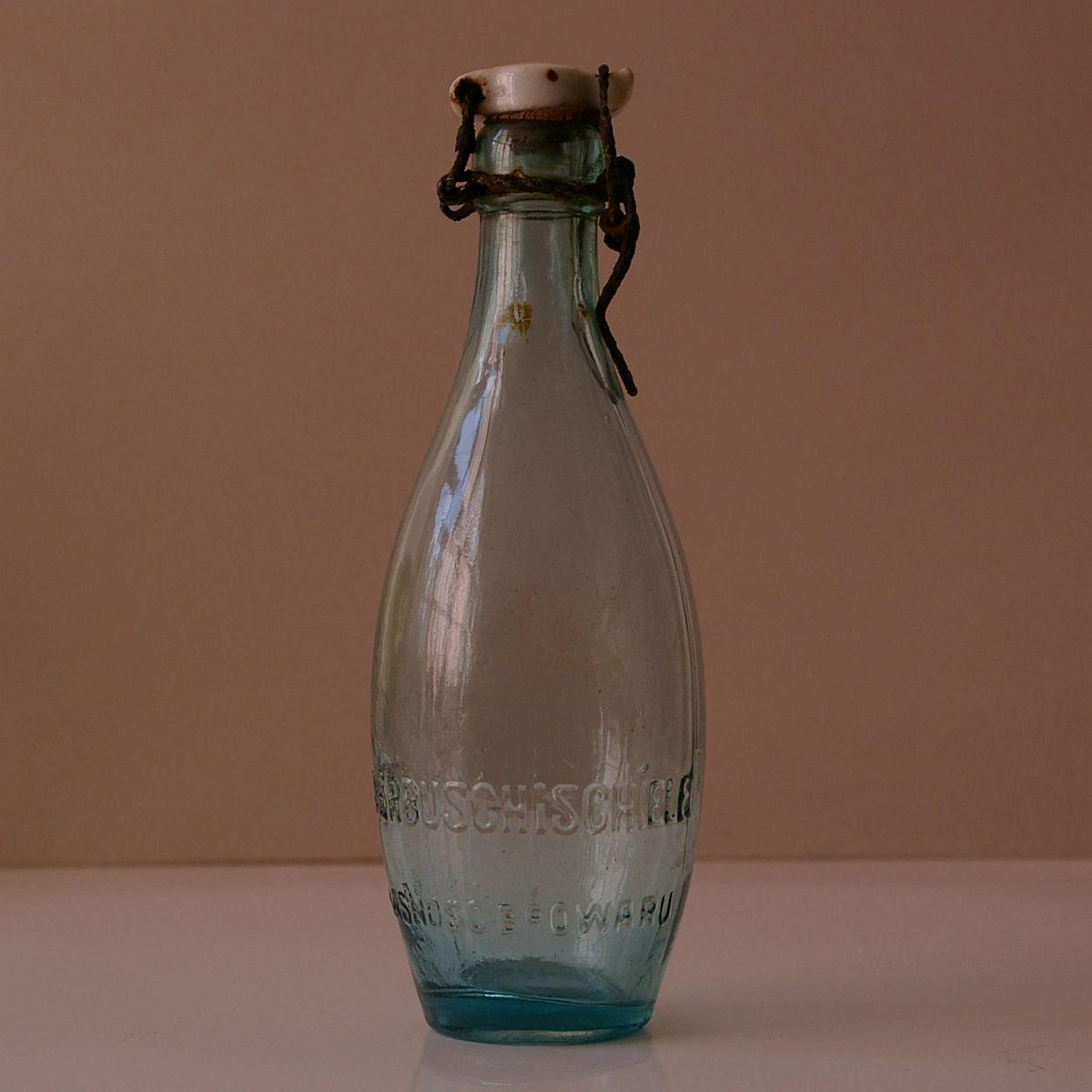
Пивная бутылка пивзавода «Габербуш и Шиле»

Габербуш и Шиле (пол. Haberbusch i Schiele) ― ныне не существующей пивоваренный холдинг, учреждённый в Варшаве в 1846 году. К концу XIX века компания превратилась в крупнейшего производителя пива в Варшаве и одного из крупнейших ― в Польше. Главный пивоваренный завод был разрушен в ходе Варшавского восстания во время Второй мировой войны, затем имущество компании было национализировано властями Польской Народной Республики. Впоследствии завод был частично восстановлен компанией Browary Warszawskie.

## История
В середине XIX века пивоварение в Царстве Польском находилось в неразвитом состоянии из-за высоких акцизов, взимаемых российскими властями. Однако по мере внедрения новых технологий в промышленность и эта отрасль производства вскоре начала многими рассматриваться как возможный источник прибыли. В 1846 году два варшавских производителя пива, Блажей Габербуш и Константин Шиле совместно со своими общим тестем Генриком Клаве. Новообразованное партнёрство Габербуш, Шиле и Клаве вскоре выкупили пивоварню Шёффер и Глимпф, руководство которой было банкротом. Пивоварня располагалась в центре Варшавы рядом со зданием Польского Банка. На деньги Клаве Габербушу и Шиле удалось поставить бизнес на рельсы и в 1850 году они приобрели ещё одну пивоварню у пана Чарнецкого.
В 1865 году Клаве, будучи уже в преклонном возрасте, удалился из фирмы и с тех пор компания использовала лишь две фамилии в своём названии. Примерно в это же время дуэт Габербуша и Шиле начал продвигать своё новое пиво. Они выдвинули ряд оригинальных идей: приобрели или арендовали площадки для нескольких пивных садов в различных районах города, где подавалось пиво и куда приглашали для выступления различных музыкантов. Они также расширили свою линейку продукции после строительства завода по производству сухого льда. Кроме того, в 1880 году фирма открыла завод по производству пива в Киеве и начал продавать пиво уже на территории нынешней Украины. В 1898 году фирма была преобразована в акционерное общество. Полное название ― Акционерное Общество Паровой Пивоваренный завод и Завод Сухого Льда «Габербуш и Шиле».
После окончания Первой мировой войны и восстановление польской независимости для компании началась новая эра. В послевоенный период Габербуш и Шиле стала крупнейшей варшавская пивоварней. В 1921 году компания объединилась с другими пятью лидирующими пивоваренными заводами (они принадлежали Эдварду Рейху, Каролю Махлейду, Северину Юнгу). Результатом слияния стало учреждение Объединенных Пивоварен Акционерного общества «Габербуш и Шиле», крупнейшей пивоварни в Варшаве и одной из самых влиятельных во всей Польше. Позиции новой компании стремительно укреплялись, и к 1924 году она расширила ассортимент продукции: так, начали продаваться кофе, водка, ликёры, лимонады и соусы.
Во время Второй мировой войны, после оккупации территории Польши немецкими и советскими войсками, пивоваренный завод продолжал свою деятельность, но уже под немецким правлением. Производство продолжалось вплоть до начала Варшавского восстания. Во время боёв зернохранилища и склады компании стали «житницей Варшавы», обеспечив ячменем и сахаром голодающее население блокадного города. Пивоваренный комплекс улице Цеглана удерживался бойцами Армии Крайовой до самого конца восстания. В результате тяжёлых боев и действий немецкой администрации после окончания восстания было уничтожено около 70% инфраструктуры завода.
После войны завод был национализирован и частично перестроен. В настоящее время потомки семей Габербуша и Шиле пытаются истребовать ранее принадлежавшее им недвижимое имущество у компании Warka Brewery, входящей в состав концерна Grupa Żywiec.